# Holzheim am Forst
Holzheim am Forst é um município da Alemanha, situado no distrito de Ratisbona, no estado da Baviera. Tem 15,63 km² de área, e sua população em 2019 foi estimada em 968 habitantes.